# Zalesie (Pruchnik)
Zalesie (dawniej Zalasem, Za Lasem) – część miasta Pruchnik w południowo-wschodniej Polsce, w województwie podkarpackim, w powiecie jarosławskim. Leży na południowych rubieżach miasta; między Pruchnikiem Górnym a Korzeniami.

## Historia
Do 1934 Zalasem wchodziło w skład gminy jednostkowej Pruchnik-Wieś w powiecie jarosławskim, w II RP w woј. lwowskim. W 1934 włączono go do w nowo utworzonej zbiorowej gminie Pruchnik, gdzie weszła w skład nowo utworzonej gromady o nazwie Pruchnik-Wieś, składającą się z Pruchnika-Wsi, Koziej Górki, Majdana i Zalasem. Podczas II wojny światowej w gminie Pruchnik w powiecie Jaroslau w dystrykcie krakowskim (Generalne Gubernatorstwo). Pruchnik-Wieś liczył wtedy łącznie 2471 mieszkańców.
Po wojnie znów w powiecie jarosławskim, lecz w nowo utworzonym w województwie rzeszowskim. 10 października 1948 Pruchnik-Wieś (z Kozią Górką, Majdanem i Zalesiem) zniesiono jako oddzielną gromadę i połączono ze zniesioną gromadą Pruchnik-Miasto w nową gromadę Pruchnik. Tak zmienione nowe granice Pruchnika odpowiadają w przybliżeniu granicom współczesnego miasta Pruchnik (od 2011).